# OKS
OKSとはトルコ共和国における高等学校の入学試験。正式な綴りは Ortaöğretim Kurumları Giriş Sınavı である。
100問からなり、制限時間120分である。トルコで良い高校へ進学するためにはOKSを受けなければならない。
この試験は2007年にトルコ教育省によって廃止される。その後3年間に渡って行われたSBS試験に置き換えられている。